# الفوعة المثلى
الفوعة المثلى هي مفهوم يتعلق ببيئة العوائل والطفيليات. أحد تعريفات الفوعة هو فقدان اللياقة البدنية الذي يسببه الطفيلي. تتحدد لياقة الطفيل من خلال نجاحه في نقل النسل إلى عوائل أخرى. في وقت ما، كان الإجماع على أنه بمرور الوقت، خفَّت حدَّة الفوعة وتطورت العلاقات الطفيلية نحو التعايش. تم الطعن في هذا الرأي. سيخسر العامل الممرض شديد التقييد في المنافسة مع سلالة أكثر عدوانية تحول المزيد من موارد العائل إلى تكاثرها. ومع ذلك، فإن المضيف، كونه مورد الطفيل وموطنه بطريقة ما، يعاني من هذه الضراوة العالية. قد يؤدي هذا إلى موت المضيف بشكل أسرع، ويعمل ضد لياقة الطفيل من خلال تقليل احتمالية مواجهة مضيف آخر (قتل المضيف بسرعة كبيرة للسماح بالانتقال). وبالتالي، هناك قوة طبيعية توفر الضغط على الطفيلي «للحد من الفوعة الذاتية». الفكرة إذن، أن هناك نقطة توازن من الضراوة، حيث تكون كفاءة الطفيل هي الأعلى. ستؤدي أي حركة على محور الضراوة، باتجاه ضراوة أعلى أو أقل، إلى انخفاض كفاءة الطفيل، وبالتالي سيتم اختياره مقابل.

## طريقة الانتقال
وفقًا للطب التطوري، تزداد الفوعة مع الانتقال الأفقي (بين غير الأقارب) وتقل مع الانتقال الرأسي (من الوالد إلى الطفل).

مركز معالجة الكوليرا في منطقة ريفية وسط اليمن.

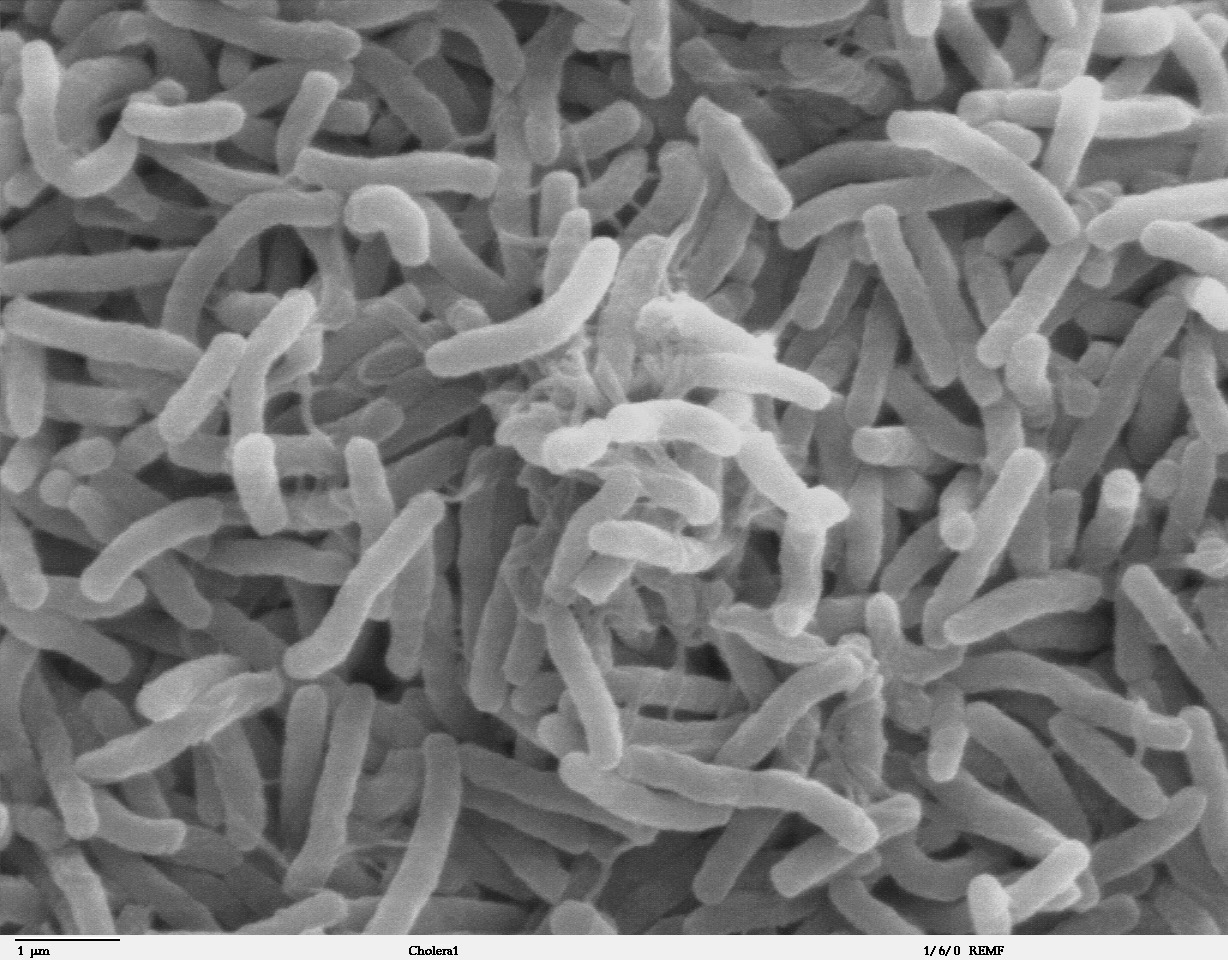
بكتيريا الكوليرا

استكشف بول دبليو إيوالد العلاقة بين الفوعة وطريقة الانتقال. وتوصل إلى استنتاج مفاده أن الفوعة تميل إلى أن تظل مرتفعة بشكل خاص في حالات العدوى المنقولة بالماء والنواقل، مثل الكوليرا وحمى الضنك. تنتشر الكوليرا من خلال مياه الصرف الصحي وحمى الضنك من خلال البعوض. في حالة التهابات الجهاز التنفسي، يعتمد العامل الممرض على مضيف متنقل للبقاء على قيد الحياة. يجب أن يدخر المضيف وقتًا كافيًا للعثور على مضيف جديد. يتغلب الإرسال المائي أو المنقولة بالنواقل على الحاجة إلى مضيف متنقل. إن إيوالد مقتنع بأن اكتظاظ المستشفيات الميدانية وحرب الخنادق وفر طريقاً سهلاً للانتقال أدى إلى ظهور ضراوة وباء إنفلونزا عام 1918. في مثل هذه الظروف المشلولة والمزدحمة، يمكن أن تجعل مسببات الأمراض الأفراد مرضى للغاية ولا تزال تقفز إلى الأفراد الأصحاء.
توسع علماء الأوبئة الآخرون في فكرة المفاضلة بين تكاليف وفوائد الفوعة. أحد العوامل هو الوقت أو المسافة بين المضيفين المحتملين. تم اقتراح السفر بالطائرة ومزارع المصانع المزدحمة والتحضر كمصادر محتملة للفوعة. عامل آخر هو وجود عدوى متعددة في مضيف واحد مما يؤدي إلى زيادة المنافسة بين مسببات الأمراض. في هذا السيناريو، يمكن للمضيف البقاء على قيد الحياة فقط طالما يقاوم أكثر السلالات فتكًا. تصبح ميزة إستراتيجية ضراوة منخفضة موضع نقاش. يمكن أن تؤدي العدوى المتعددة أيضًا إلى تبادل الجينات بين مسببات الأمراض، مما يزيد من احتمالية التوليفات المميتة.

## الفرضيات التطورية
هناك ثلاث فرضيات رئيسية حول سبب تطور العامل الممرض كما هو. تساعد هذه النماذج الثلاثة في شرح استراتيجيات تاريخ حياة الطفيليات، بما في ذلك التكاثر، والهجرة داخل العائل، والفوعة، إلخ. الفرضيات الثلاثة هي فرضية المقايضة وفرضية التطور قصير النظر وفرضية التطور المصادفة. تقدم كل هذه التفسيرات النهائية لمدى ضراوة مسببات الأمراض.

### فرضية المقايضة
في وقت من الأوقات، جادل بعض علماء الأحياء بأن مسببات الأمراض تميل إلى التطور باتجاه الفوعة المتناقصة باستمرار لأن موت العائل (أو حتى الإعاقة الخطيرة) يضر في النهاية بمسببات الأمراض التي تعيش في الداخل. على سبيل المثال، إذا مات العائل، فقد تموت مجموعة مسببات الأمراض في الداخل تمامًا. لذلك، كان يُعتقد أن مسببات الأمراض الأقل فتكًا التي سمحت للمضيف بالتحرك والتفاعل مع مضيفين آخرين يجب أن تحقق نجاحًا أكبر في التكاثر والتشتت.
ولكن هذا ليس صحيحا بالضرورة. سلالات الممرض التي تقتل العائل يمكن أن تزداد في التردد طالما أن مسبب المرض يمكنه نقل نفسه إلى مضيف جديد، سواء قبل أو بعد وفاة المضيف. تطور الفوعة في مسببات الأمراض هو التوازن بين تكاليف وفوائد ضراوة العامل الممرض. على سبيل المثال، ماكينون وريد (2004) وبول وآخرون. في (2004) دُرِس طفيلي الملاريا باستخدام نموذج القوارض والدجاج على التوالي ووجد أن هناك مفاضلة بين نجاح انتقال العدوى والفوعة كما هو محدد بواسطة وفيات المضيف.

### فرضية التطور قصير النظر
يشير التطور قصير النظر إلى أن الصفات التي تزيد من معدل التكاثر والانتقال إلى مضيف جديد سترتفع إلى تردد عالٍ بين مجموعة مسببات الأمراض. تشمل هذه السمات القدرة على التكاثر في وقت أسرع، والتكاثر بشكل أسرع، والتكاثر بأعداد أكبر، والعيش لفترة أطول، والبقاء على قيد الحياة ضد الأجسام المضادة، أو البقاء على قيد الحياة في أجزاء من الجسم لا يتسلل إليها العامل الممرض عادة. تنشأ هذه السمات عادةً بسبب الطفرات، التي تحدث بشكل متكرر في مجموعات مسببات الأمراض أكثر من المجموعات المضيفة، بسبب وقت التوليد السريع لمسببات الأمراض والأعداد الهائلة. بعد بضعة أجيال فقط، ستزداد الطفرات التي تعزز التكاثر السريع أو التشتت. كما أن الطفرات نفسها التي تعزز تكاثر وانتشار العامل الممرض تزيد من ضراوتها في العائل، مما يسبب ضررًا كبيرًا (المرض والموت). إذا قتلت ضراوة العامل الممرض المضيف وتداخلت مع انتقاله إلى مضيف جديد، فسيتم اختيار الفوعة ضدها. ولكن طالما استمر انتقال العدوى على الرغم من الفوعة، فستتمتع مسببات الأمراض الفتاكة بالميزة. لذلك، على سبيل المثال، غالبًا ما تزداد الفوعة داخل العائلات، حيث يكون الانتقال من مضيف إلى آخر محتملًا، بغض النظر عن مدى مرض المضيف. وبالمثل، في الظروف المزدحمة مثل مخيمات اللاجئين، تميل الفوعة إلى الزيادة بمرور الوقت لأن المضيفين الجدد لا يمكنهم الهروب من احتمال الإصابة.

### فرضية التطور المصادفة
لم تتطور بعض أشكال الفوعة الممرضة مع المضيف. على سبيل المثال، يحدث الكزاز بسبب بكتيريا التربة المطثية الكزازية. بعد دخول بكتيريا المطثية الكزازية إلى جرح الإنسان، قد تنمو وتنقسم بسرعة، على الرغم من أن جسم الإنسان ليس موطنها الطبيعي. أثناء الانقسام، تُنتج بكتيريا المطثية الكزازية سمًا عصبيًا قاتلًا للإنسان. لكن الانتقاء في دورة الحياة الطبيعية للبكتيريا في التربة هو الذي يقودها إلى إنتاج هذا السم، وليس أي تطور مع مضيف بشري. تجد البكتيريا نفسها داخل الإنسان بدلاً من التربة بمحض الصدفة. يمكننا القول أن السم العصبي ليس موجهاً نحو الإنسان المضيف.
بشكل عام، قد لا تكون ضراوة العديد من مسببات الأمراض لدى البشر هدفًا للاختيار بحد ذاته، بل نتاجًا ثانويًا عرضيًا للاختيار يعمل على سمات أخرى، كما هو الحال مع تعدد الأشكال العدائي.

## التوسع في بيئات جديدة
توجد احتمالية للفوعة عندما يغزو العامل الممرض بيئة أو مضيفًا أو نسيجًا جديدًا. من المحتمل أن يكون المضيف الجديد ضعيفًا في التكيف مع الدخيل، إما لأنه لم يقم ببناء دفاع مناعي أو بسبب ضعف عرضي. في أوقات التغيير، يفضل الانتقاء الطبيعي الطفرات التي تستغل المضيف الجديد بشكل أكثر فاعلية من سلالة المنشئ، مما يوفر فرصة لظهور الفوعة.

## حساسية المضيف
حساسية المضيف تساهم في الفوعة. بمجرد حدوث الانتقال، يجب على العامل الممرض إنشاء العدوى للاستمرار. كلما كان الجهاز المناعي للمضيف أكثر كفاءة، قلت فرصة بقاء الطفيل على قيد الحياة. قد يتطلب الأمر أحداث إرسال متعددة للعثور على مضيف ضعيف بشكل مناسب. خلال هذا الوقت، يعتمد الغازي على بقاء مضيفه الحالي. ستكون الظروف المثلى للفوعة العالية هي مجتمع يعاني من خلل في المناعة (و / أو سوء النظافة والصرف الصحي) الذي كان من جميع النواحي الأخرى صحيًا قدر الإمكان (مثل التغذية المثلى).

## روابط خارجية
- دعم تجريبي من أجل الفوعة المثلى في طفيلي الخصي
- تطور الفوعة
- الديناميات التكيفية للأمراض المعدية: السعي وراء الفوعة. . .
- التكامل عبر المستويات مناقشة مثيرة للاهتمام حول تعقيد نظرية الفوعة المثلى
- «العوالم الصغيرة» وتطور الفوعة: تحدث العدوى. . .
- ضراوة العوامل الممرضة: تطور المرض - مراجعة من مجلة العلوم الإبداعية الفصلية